# Pseudoanthidium lanificum
Pseudoanthidium lanificum là một loài Hymenoptera trong họ Megachilidae. Loài này được Smith mô tả khoa học năm 1879.